# Zugzwang
|    |    |       |       |       |    |    |    |    |  |
|    | a8 | b8    | c8    | d8 kd | e8 | f8 | g8 | h8 |  |
| a7 | b7 | c7    | d7 pl | e7    | f7 | g7 | h7 |    |  |
| a6 | b6 | c6 kl | d6    | e6    | f6 | g6 | h6 |    |  |
| a5 | b5 | c5    | d5    | e5    | f5 | g5 | h5 |    |  |
| a4 | b4 | c4    | d4    | e4    | f4 | g4 | h4 |    |  |
| a3 | b3 | c3    | d3    | e3    | f3 | g3 | h3 |    |  |
| a2 | b2 | c2    | d2    | e2    | f2 | g2 | h2 |    |  |
| a1 | b1 | c1    | d1    | e1    | f1 | g1 | h1 |    |  |
|    |    |       |       |       |    |    |    |    |  |

Zugzwang (del alemán Zug 'jugada', y Zwang, 'coacción, obligatoriedad', pronunciado [tsuːktsvaŋ]) es una posición de ajedrez o de otros juegos como el xiangqi. Se dice que un jugador está en zugzwang si cualquier movimiento permitido supone empeorar su situación.
En la posición mostrada en el diagrama, si es el turno de las piezas negras, éstas están en zugzwang, ya que la única jugada que pueden realizar es 1... Re7, lo cual permite que las piezas blancas promocionen el peón después de 2. Rc7 ... 3. d8=D o 3. d8=T, obteniendo una ventaja decisiva y suficiente para ganar la partida.
Si el turno es de las blancas, también están en una posición de zugzwang, debido a que cualquier movimiento que realicen provoca el término de la partida en tablas: Si se desplaza al rey blanco a la casilla d6, se llega a una posición de tablas por rey ahogado; si se desplaza al rey blanco a b7, b6, b5, c5 o d5, el rey negro podrá capturar al peón blanco, con lo cual se llega a una posición de tablas por insuficiencia de material.
- Datos: Q228570